# Culture de Niue
La culture de Niue ou culture niuéenne regroupe l'ensemble des productions passées et présentes issue de traditions de l'île de Niue ou de personnes originaires de ce micro-État du Pacifique.

## Langue
Niue a une langue autochtone, le niuéen. L'anglais y est également parlé.

## Arts traditionnels
Niue appartient à l'ensemble artistique polynésien : la musique, la danse, la tatouage et la production d'artefacts religieux comme quotidiens forment l'ensemble des arts traditionnels de l'île.

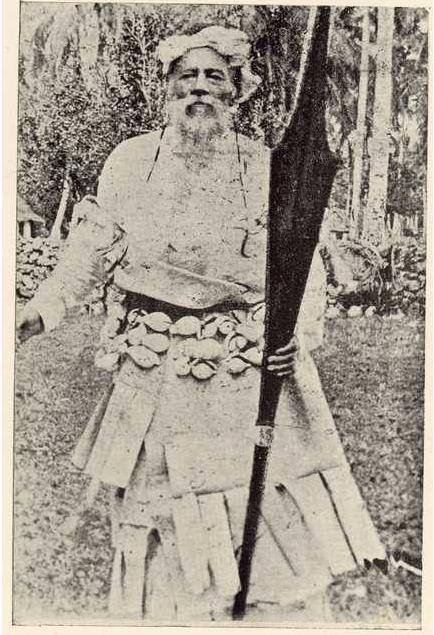
Photographie de Fata-a-iki, septième roi (Fatu-iki) de Niue. Il porte les habits traditionnels et le katoua, casse-tête royal très proche de ceux produits aux Fidji ou aux Tonga.

Cette culture matérielle semble avoir disparu du fait d'un manque d'intérêt des insulaires pour leur passé. Toutefois, le musée néo-zélandais Te Papa Tongarewa conserve un certain nombre d'objets usuels niuéens
La musique et la danse sont réputées et riches même en comparaison au reste de la Polynésie. C'est ce qui s'est le mieux transmis du passé de l'île.

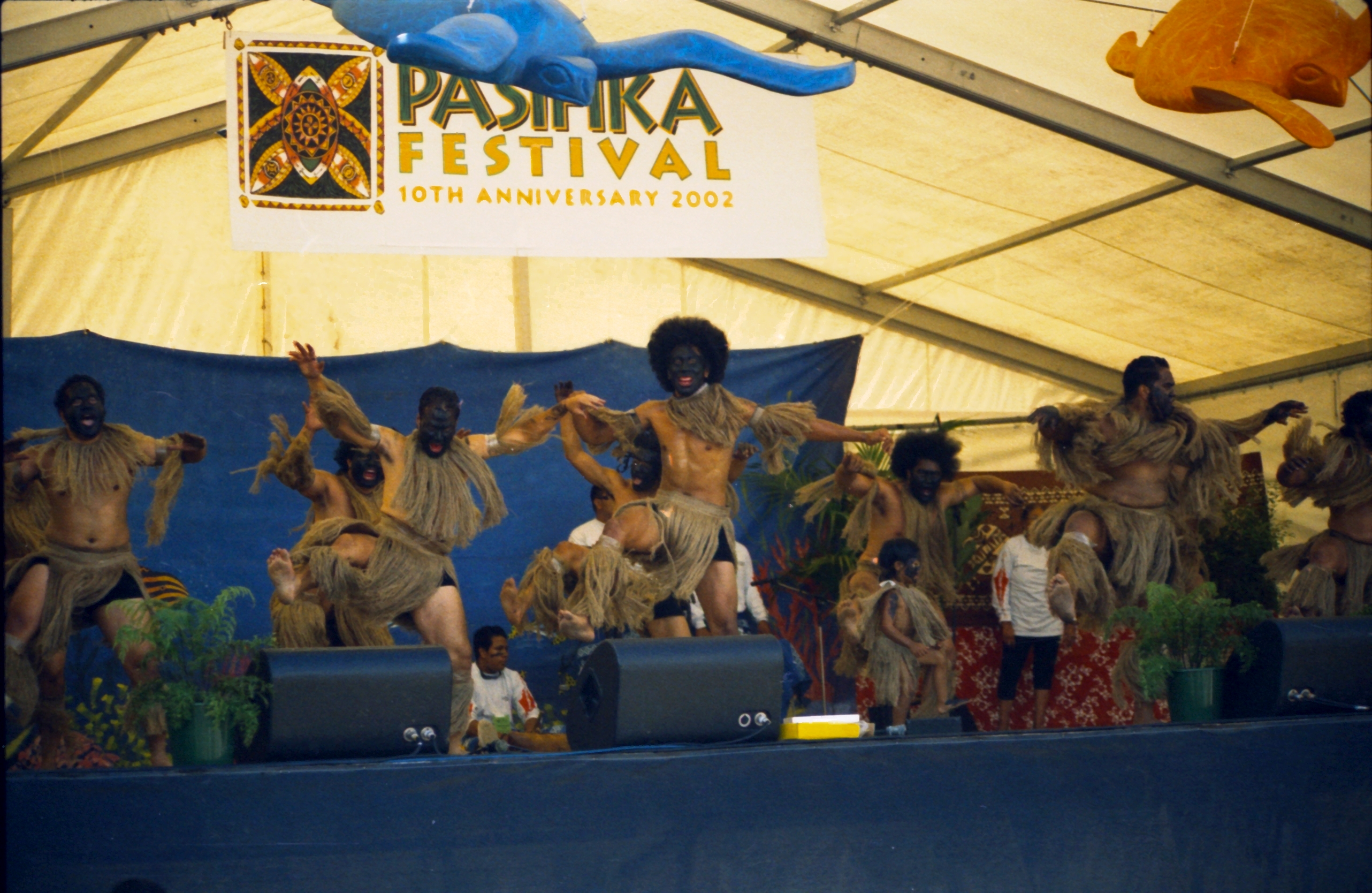
Danseurs de Niue

## Religion
Les Niuéens sont de fervents croyants. Environ 75 % de la population est membre de l'Église chrétienne congrégationaliste de Niue, une église protestante de type congrégationaliste dont le siège est situé dans la capitale Alofi.

## Sport

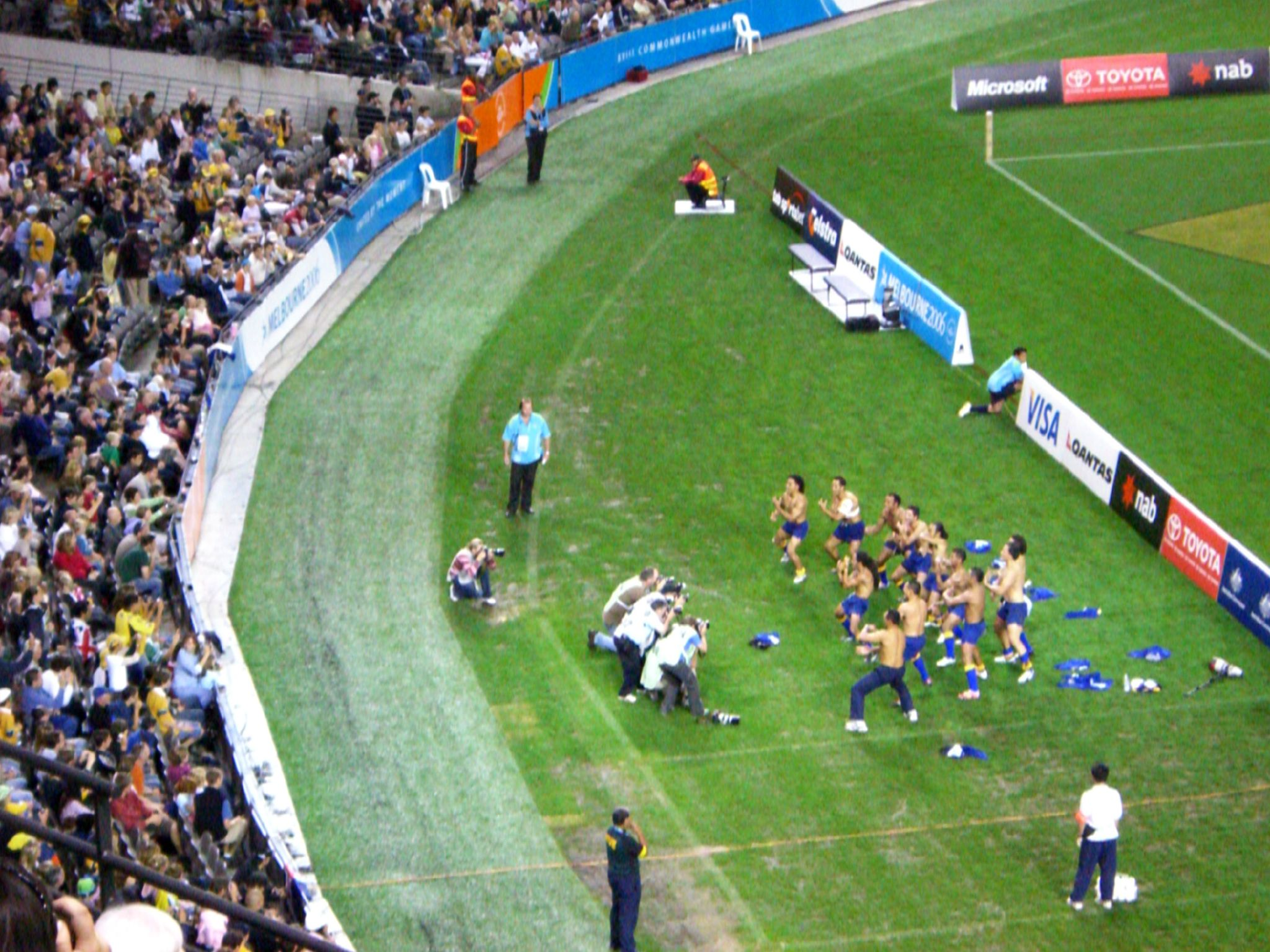
Haka interprété par l'équipe nationale de rugby à XV.

Niue ne participe aux pas Jeux olympiques, en revanche le pays participe aux Jeux du Pacifique et aux Jeux du Commonwealth.
À noter que Niue dispose également d'une équipe nationale de football et de rugby à XV.

## Arts contemporains
La colonisation puis les techniques modernes artistiques ont eu pour conséquence l'éclosion d'une littérature niuéenne dont le meilleur représentant est John Pule. On peut aussi citer pour le cinéma le réalisateur Vela Manusaute (en) auquel on attribue l'idée originale  du film The Tattooist.

## Cinéma
- Niue: People of the Reef (2003)
- Niue: This Is Your Land (2005)
- Niue: Snake Island (2009)
- Niue: Sons from Afar (2011)